# Présumé Coupable (film, 2011)
Pour les articles homonymes, voir Présumé Coupable.
Pour plus de détails, voir Fiche technique et Distribution.
Présumé Coupable est un film de procès franco-belge réalisé par Vincent Garenq, sorti en 2011.

## Synopsis
Le film raconte l'histoire d'Alain Marécaux, un des accusés de l'affaire d'Outreau.
Arrêté en novembre 2001 avec 13 autres personnes, accusé à tort d'actes de pédophilie, il a passé 23 mois en prison.
Il a été obligé de vendre son étude d'huissier de justice, sa femme l'a quitté et il a été séparé de ses enfants avant d'être finalement acquitté en décembre 2005.
Sa mère s'est laissée mourir de tristesse (de faim) pendant les premiers mois de son incarcération.
Il a fait plusieurs tentatives de suicide et une grève de la faim et était presque mourant au moment de sa libération.
Dix ans plus tard, il s'est reconstruit partiellement : une nouvelle compagne, une nouvelle étude... mais n'a jamais réussi à recréer de vrais liens avec ses enfants.

## Fiche technique
- Titre français : Présumé coupable
- Réalisation : Vincent Garenq
- Scénario : Vincent Garenq, d'après le livre d'Alain Marécaux
- Décors : Thierry Rouxel (plateau)
- Costumes : Fanny Drouin
- Photographie : Renaud Chassaing
- Montage : Dorian Rigal-Ansous
- Prise de son : Pascal Jasmes ; Philippe Vandendriessche
- Casting : David Bertrand
- Direction artistique : Patrick Schmitt
- Production : Christophe Rossignon ; Patrick Quinet (coproducteur)
  - Production exécutive :
- Société de production : Artémis Productions, France 3 Cinéma, Nord-Ouest Production, Radio Télévision Belge Francophone, Cofinova 7
- Société de distribution : Mars Distribution (cinéma - France) ; Films Distribution (mondial - tous les médias)
- Format : couleur (Fujicolor)  - 1,85 : 1
- Pays d'origine :  France,  Belgique
- Langue : français
- Genre : drame
- Durée : 102 minutes
- Dates de sortie : 
  -  12 juillet 2011 (Paris Cinéma) ; 25 août 2011 (Festival du Film Francophone d'Angoulême) ; 7 septembre 2011 (sortie nationale).

classification :tous public avec avertissement

## Distribution
- Philippe Torreton : Alain Marécaux
- Noémie Lvovsky : Édith Marécaux
- Raphaël Ferret : le juge Burgaud
- Wladimir Yordanoff : Me Hubert Delarue
- Michelle Goddet : Thessy
- Farida Ouchani : Myriam Badaoui
- Olivier Claverie : l’avocat général
- Kevin Tholliez : Thomas Marécaux
- Loris Rouah : Sébastien Marécaux
- Charlotte Ghristi : Cécile Marécaux
- Jean-Pierre Bagot : le père d'Alain Marécaux
- Sarah Lecarpentier : Aurélie Grenon
- Vincent Nemeth : le médecin expert

## Autour du film
- Le film est une adaptation fidèle[1] du livre d'Alain Marécaux, Chronique de mon erreur judiciaire, paru en mai 2005 aux éditions Flammarion.
- L'équipe du film n'a pas eu l'autorisation de tourner sur les lieux des faits. Les scènes censées se dérouler dans la prison de Beauvais ont été tournées dans une prison en Belgique, celles de la maison d'arrêt d'Amiens dans celle de Loos-lez-Lille. Les scènes de procès n'ont pas été tournées à Boulogne-sur-Mer mais en région parisienne[2].
- Philippe Torreton a perdu 27 kilos pour incarner Alain Marécaux amaigri par 98 jours de grève de la faim[3]. La relation entre l'acteur et le personnage qu'il incarne a fait l'objet d'un téléfilm documentaire, De l'ombre à la lumière, diffusé en septembre 2011.

## Distinctions

### Récompenses
- Mostra de Venise 2011 : Label Europa Cinemas[4]
- Festival du film francophone d'Angoulême 2011 : Valois du public, Valois du meilleur acteur pour Philippe Torreton

### Nominations
- César du cinéma 2012 :
  - Meilleur acteur
  - Meilleure adaptation